# روبرت جوزيف وارد
روبرت جوزيف وارد (بالإنجليزية: Robert Joseph Ward)‏ هو قاضي ومحامي أمريكي، ولد في 31 يناير 1926 في نيويورك في الولايات المتحدة، وتوفي بنفس المكان في 5 أغسطس 2003.